# Cladographium rivulorum
Cladographium rivulorum är en svampart som beskrevs av Peyronel 1918. Cladographium rivulorum ingår i släktet Cladographium, divisionen sporsäcksvampar och riket svampar.   Inga underarter finns listade i Catalogue of Life.